# Loxocera pleuralis
Loxocera pleuralis är en tvåvingeart som beskrevs av Frey 1928. Loxocera pleuralis ingår i släktet Loxocera och familjen rotflugor.
Artens utbredningsområde är Filippinerna. Inga underarter finns listade i Catalogue of Life.